# 苍山蔓龙胆
苍山蔓龙胆（学名：Crawfurdia tsangshanensis）为龙胆科蔓龙胆属下的一个种。

## 扩展阅读
- 維基物種上的相關：苍山蔓龙胆